# Toxotes lorentzi
Toxotes lorentzi е вид лъчеперка от семейство Риби стрелец (Toxotidae).

## Разпространение
Видът е разпространен в Австралия, Индонезия и Папуа Нова Гвинея.